# Emiliano Dudar
Emiliano Ariel Dudar (* 12. August 1981 in Buenos Aires) ist ein ehemaliger argentinischer Fußballspieler. Er spielte in der Defensive, normalerweise auf der Position eines Innenverteidigers oder Liberos.

## Karriere
Bei einem Zusammenprall mit seinem Teamkollegen François Affolter im Meisterschaftsspiel der BSC Young Boys in der 8. Runde am 12. September 2010 gegen den FC Basel wurde Dudar schwer im Gesicht verletzt. Er verlor das Bewusstsein und blieb während mehreren Minuten regungslos auf dem Kunstrasen liegen. Noch auf dem Platz wurde er ärztlich versorgt. Er wurde über vier Wochen im Inselspital behandelt, konnte danach das Spital aber ohne bleibenden Schäden wieder verlassen und lief danach wieder für YB mit einem Kopfschutz auf.
Nachdem er vom neuen Trainer, Christian Gross, in der Hinrunde der Saison 2011/2012 nicht mehr berücksichtigt wurde, wechselte Dudar im Januar 2012 zu D.C. United.
Im Jahr 2013 kehrte er zum FC Chiasso in die Challenge League zurück, bevor er im Sommertransferfenster 2013 beim FC Sion einen Einjahresvertrag unterzeichnete. In der Saison 2013/14 spielte er beim FC Sion. Im Januar 2014 verließ er den Klub. Im Februar 2015 erhielt er in seiner Heimat bei Deportivo Merlo nochmal einen Kontrakt. Am Jahresende beendete er hier seine aktive Laufbahn.

## Erfolge
- Closing Championship: 1998
- Recopa Sudamericana: 1997
- Venezolanischer Meister: 2004
- Telemundo defensive rookie of the year: 2000